# Vera Ketlinskaia
Vera Kazimirovna Ketlinskaia (în rusă Вера Казимировна Кетлинская, n. 28 aprilie/11 mai 1906, Sevastopol, Imperiul Rus – d. 23 aprilie 1976, Leningrad, RSFS Rusă, URSS) a fost o scriitoare și scenaristă sovietică și rusă. A fost laureată a Premiului Stalin, gradul III (în 1948). A fost membră a Partidului Comunist al Uniunii Sovietice din 1927.

## Biografie
Născută la  28 aprilie (11 mai) la Sevastopol în familia unui ofițer polonez, viceamiral în marina imperială rusă, Kazimierz Kietliński. După Revoluția Bolșevică din Octombrie, Kazimierz Kietliński a încercat să pună mâna pe puterea militară și civilă din regiunea Murmansk prin înființarea propriului său „comitet revoluționar”, dar apoi a recunoscut noua putere sovietică. La 10 februarie (28 ianuarie) 1918, Kazimierz  a fost împușcat mortal de asasini necunoscuți pe o stradă din Murmansk.
Vera și-a început cariera la vârsta de 13 ani la uzină, din 1920 membră a Komsomolului. Din 1923 a locuit în orașul Leningrad. A lucrat la Editura de Stat OGIZ. Vera a fost membră a Partidului Comunist al Uniunii Sovietice din 1927.
Prima sa lucrare literară - povestea „Natka Michurina” («Натка Мичурина», 1929) -  a fost dedicată tinerilor muncitori. A fost publicată sub pseudonimul Petrov V. (în Treisprezece octombrie, Moscova, 1930; Istoria unei tabere, Moscova; Leningrad, 1931).
În 1936 a fost expulzată din Uniunea Scriitorilor din URSS, în 1939 a redevenit membră a Uniunii Scriitorilor.
Lucrările consecvente ideologic despre construcția noii societăți comuniste au primit recunoaștere din partea conducerii partidului. În timpul Asediului Leningradului, a avut funcții de conducere pe frontul ideologic (din iunie 1941 până în iulie 1942 ca secretar executiv al filialei din Leningrad a Uniunii Scriitorilor din URSS. 
Cele mai cunoscute lucrări: romanul Bărbăție (Мужество, 1938) despre comsomoliștii care au ridicat pe râul Amur, în taiga, orașul Komsomolsk pe Amur sau romanul Asediul (В осаде, 1947) despre lupta eroică în Leningradul asediat. 
A mai scris romanele Zilele vieții noastre (Дни нашей жизни, 1952) și Altfel nu face să trăiești (Иначе жить не стоит, 1961); ultimul despre tineri oameni de știință și inovatori.
În 1964, i-a fost publicată o colecție de povestiri, O zi trăită de două ori (День, прожитый дважды), care a inclus și povestea „Un platou deasupra norilor” (Плато выше туч).
În perioada dinaintea apariției și răspândirii televiziunii, lucrările sale au stat la baza unor emisiuni radio, care au fost difuzate în mod regulat în toată țara și au exercitat o influență ideologică asupra populației.

Ea a locuit într-o dacea din Komarovo și în casa numărul 9 de pe malul Canalului Griboiedov din Leningrad, unde au trăit mulți scriitori și poeți sovietici celebri (O. D. Forș, Veniamin Kaverin, V. I. Șișkov, I. S. Sokolov-Mikitov, Mihail Zoșcenko, P. N. Luknițki, G. D. Venus și alții). Ea și-a schimbat apartamentul cu unul mai mare cu M. M. Zoșcenko.
Vera Ketlinskaia a murit la 23 aprilie 1976. A fost înmormântată la cimitirul Komarovskoie din suburbiile Sankt Petersburgului.

## Traduceri în limba română
Romanele Bărbăție, Asediul,  Zilele vieții noastre  și Altfel nu face să trăiești au fost traduse și în limba română.
Romanul Asediul a fost tradus de Igor Block și A. Sîrbu și a apărut la Editura Tineretului în 1955. Zilele vieții noastre  a apărut tot în anul 1955, la Editura Cartea Rusă, în traducerea lui Mircea Alexandrescu.
Bărbăție a fost tradus de Maria Z. Vlad și Dimitrie Manu și a apărut la Editura Tineretului în 1958. Romanul Altfel nu face să trăiești a fost tradus de Sergiu Dan și Vladimir Cogan și a apărut la Editura pentru literatura universală în 1962.
Povestirea „Aleea inginerilor” a fost tradusă de Tatiana Nicolescu și a apărut în volumul Nuvele sovietice, vol. I Cabana din pădure, care a apărut la Editura pentru literatură în 1965.

## Premii
- Premiul Stalin gradul III (1948) - pentru romanul Asediul (1947)
- Ordinul Steagul Roșu al Muncii (19 mai 1956)
- medalii

## Familie
- Sora - critic literar Tamara Kazimirovna Trifonova (1904-1962), căsătorită cu scriitorul pentru copii Ilia Ivolgin (1900-1949).
- Primul soț - Pavel Illarionovici Sokolov, jurnalist, lider Komsomol; a murit în Marele Război Patriotic.
- Al doilea soț - artistul Evgeni Adolfovici Kibrik.
- Al treilea soț (1942-1949) - scriitorul Alexander Ilici Zonin.
  - fiul - Serghei Alexandrovici Ketlinski (1940-2019), doctor în științe medicale, profesor, membru corespondent al Academiei rusești de științe medicale (adoptat de A. I. Zonin).
  - fiu - Vladimir Alexandrovici Ketlinski (Zonin; n. 1944), profesor chimie.

## Ecranizări
- 1980 - Bărbăția (Мужество, 7 episoade), Studioul A. Dovjenko